# Hadrodactylus laurentianus
Hadrodactylus laurentianus är en stekelart som först beskrevs av Léon Abel Provancher 1875.  Hadrodactylus laurentianus ingår i släktet Hadrodactylus och familjen brokparasitsteklar. Inga underarter finns listade i Catalogue of Life.